# Karl Joseph Hieronymus Windischmann
Karl Joseph Hieronymus Windischmann, né le 25 août 1775 à Mayence et mort le 23 avril 1839 à Bonn, est un philosophe et anthropologue allemand.

## Biographie
Il commence par fréquenter le gymnase de Mayence et en 1792, il s'inscrit en philosophie à l'université de cette ville. Il poursuit jusqu'en 1796 ses études dans cette discipline à Wurtzbourg, où il acquiert également une formation en sciences naturelles et médecine. Après une année passée à Vienne, il s'installe en 1797 comme médecin praticien à Mayence, où il donne également des cours de médecine. En 1801, l'électeur de Mayence, Friedrich Karl Joseph von Erthal, le nomme médecin de la cour à Aschaffenbourg. En 1803, Windischmann est nommé professeur de philosophie et d'histoire à l'institut de philosophie et de théologie d'Aschaffenburg, et en 1818, professeur de philosophie et de médecine à l'université de Bonn où il combat les idées de George Hermès. Lorsqu'une enquête sur l'hermésianisme est ouverte à Rome, il est l'un des savants allemands chargés du procès verbal des débats. La première partie de son rapport est envoyée à Rome en juin 1834, la seconde en mars 1835 ; les Hermésiens attribuent par conséquent à Windischmann un rôle important dans la condamnation de leurs vues.
Dans ses premières années, la philosophie de Windischmann, exposée dans son ouvrage Ideen zur Physik (I, Wurtzbourg et Bamberg, 1805), consiste en un mysticisme panthéiste influencé par la philosophie de la nature de Schelling. Il pense cependant pouvoir l’unir au christianisme. Mais peu à peu, il se fraye un chemin vers une philosophie chrétienne originale. Dans son œuvre principale, Die Philosophie im Fortgang der Weltgeschichte (Philosophie dans le progrès de l'histoire du monde), il ambitionne de présenter l'histoire de la philosophie en relation avec une philosophie chrétienne positive de l'histoire, influencée par Hegel. Mais ce travail ne peut être mené à terme : ses quatre volumes (Bonn, 1827–1834) ne traitent que de la Chine et du Japon.
Son fils, Friedrich Heinrich Hugo Windischmann a été un orientaliste renommé.

## Autres écrits
- (de) Untersuchungen über Astrologie, Alchimie und Magic (Francfort, 1813)
- (de) Ueber Etwas, das der Heilkunft Noth thut (Leipzig, 1824), dans lequel il s'oppose à ce qu'il considère comme la tendance matérialiste de la science médicale et cherche à combiner science et philosophie chrétienne
- (de) Das Gericht des Herrn uber Europa (Francfort, 1814)
- (de) Ueber den Begriff der christl. Philosophie (Bonn, 1823)
- Traités supplémentaires pour la traduction de Moriz Lieber (Abendstunden zu St. Petersburg, Francfort, 1824) de Joseph De Maistre . Son dernier ouvrage fut la rédaction de Philosophische Vorlesungen de Friedrich von Schlegel (Bonn, 1836–1837).